# Montillot
Montillot é uma comuna francesa na região administrativa de Borgonha-Franco-Condado, no departamento de Yonne. Estende-se por uma área de 21,75 km². Em 2010 a comuna tinha 276 habitantes (densidade: 12,7 hab./km²).